# Irakisk-kurdiska kriget (1961–1970)

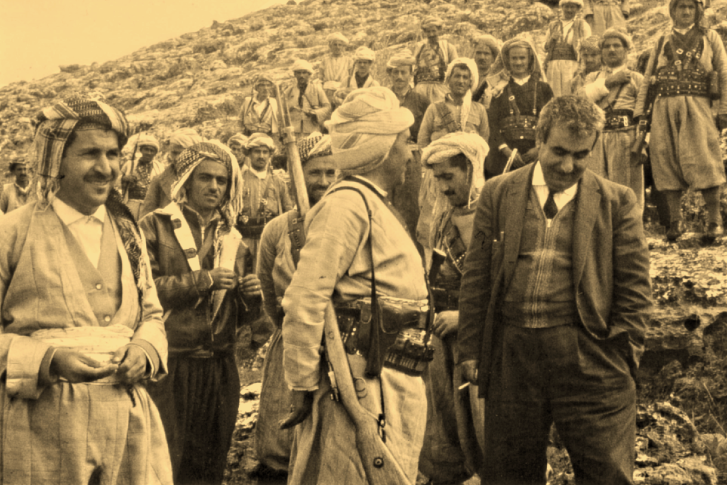
Kurdiska ledare, bland andra Mustafa Barzani och Jalal Talabani under irakisk-kurdiska kriget på 1960-talet.

Irakisk-kurdiska kriget, även kallat Aylyl-revolutionen, var en väpnad konflikt mellan den irakiska staten och kurdiska gerillakrigare (peshmerga) under ledning av  Kurdistans demokratiska parti (KDP).
Kriget utkämpades från 11 september 1961 till mars 1970 och slutade med marsavtalet mellan KDP och irakiska regeringen den 11 mars 1970.

## Bakgrund
1942 gjorde kurder i Irak en rad revolter mot den brittiskstödda kungamakten. Det ledde till att upprorsledaren Mustafa Barzani tvingades fly till Iran. 1946 grundades Kurdistans demokratiska parti (KDP) av bland andra Mustafa Barzani som blev dess förste ordförande, till en början i exil. 1958 störtades kungamakten i Irak och Irak ombildades till Irakiska Republiken. Landets nya president, den vänsterinriktade generalen Abd al-Karim Qasim framhöll att Irak var en stat för både araber och kurder, något som också framgick av landets nya konstitution. Qasim frigav kurdiska fångar, legaliserade det kurdiska partiet KDP och välkomnade Mustafa Barzani tillbaka efter tolv års exil. Barzani stödde Qasim och den kurdiska rörelsen inriktades på kurders rättigheter inom Irak, inte på separation.
Efter några år ändrades Qasims politik till arabisk nationalism. Kurdiska organisationer, inklusive KDP, förbjöds och aktivister fängslades. Vissa kurdiska klaner stödde Barzani och andra stödde Qasim, och det förekom väpnade sammanstötningar mellan dem. I september 1961 genomförde Barzanitrogna styrkor attacker mot regeringstrupper och regeringskontrollerade byggnader och platser och regeringen svarade med att bomba Barzanis hemby. Detta stärkte det kurdiska motståndet mot regeringen och fick fler att sluta upp bakom Barzani.
Upproret har tolkats som ett uttryck för kurdisk nationalism i förhållande till en förtryckande arabisk-dominerad stat, men det fanns också andra viktiga bakgrundsfaktorer. Barzani var ledare för en stor kurdisk klan, och bland kurder i allmänhet var lojaliteten baserad på klan och lokalsamhälle och inte på idéer om en oberoende kurdisk stat. William Lakeland, politisk analytiker vid USA:s ambassad i Bagdad, påpekar att Barzani och andra kurdiska klanledare och storjordägare var hotade av den vänsterinriktade Qasims planer på jordreform. Kurdiska representanter försökte få stöd från USA men nekades detta. Det brittiskdominerade Iraq Petroleum Company (IPC) hade stora intressen i Irak. President Qasim genomförde åtgärder för att begränsa IPC:s inflytande och öka den nationella kontrollen över oljetillgångarna. Han anklagade IPC för att ligga bakom kurdernas uppror, en anklagelse som bedöms som helt grundlös.

## Kriget 1961–1966
Kurdiska källor anger den 11 september 1961 som det datum då det egentliga kriget startade.
1963 störtades och avrättades Qasim i en kupp med direkt eller indirekt stöd från USA. General Abdul Salam Arif blev Iraks nya president, men den verkliga makten utövades av unga civila medlemmar av det panarabiska Baathpartiet. Arif talade inledningsvis om arabisk-kurdiskt broderskap men formulerade sedan en ny provisorisk konstitution som deklarerade Irak som ett arabiskt land.
Direkt efter kuppen välkomnades den av KDP:s ledare som föreslog eld upphör i det pågående kriget. Samtal om kurdisk autonomi inleddes mellan Barzani och den nya regimen, men avslutades snart på grund av oenighet om kontrollen över oljefälten kring Kirkuk. USA fruktade att kurderna skulle få militärt stöd från Sovjetunionen och att detta skulle kullkasta deras planer på en stabil och pålitlig allierad regering i Bagdad. Inom Baathregimen och den utbildade klassen i Bagdad fanns en stark inställning att kurderna skulle tvingas att bli lojala medborgare i ett arabiskt Irak. I maj 1963 påbörjade regeringstrupperna en militär offensiv för att skapa "lag och ordning" i landets norra del. Detta innebar början på krigets "andra våg".
Kennedys regering i USA stödde det återupptagna kriget med stridsvagnar, helikoptrar och lastbilar, och dessutom napalm för bombning av kurdiska byar. Kurdisk milis saboterade de ekonomiskt viktiga oljeledningarna från Kirkuk och oljeproduktionen hotades av oroligheter bland arbetarna. I Syrien hade det syriska Baathpartiet tagit makten i mars 1963 och skickade flygplan och 6 000 soldater för att bekämpa de irakiska kurderna, en krigsinsats som ledde till stora förluster för syrierna.
Under de kommande åren skedde ett antal maktförskjutningar inom den irakiska staten, till stor del styrda av USA:s och oljebolagens intressen. I februari 1964 kom Barzani och president Abdul Salam Arif överens om att avstå från militär aktivitet och inleda förhandlingar. I april 1965 skedde nya sammanstötningar mellan regeringstrupper och kurdiska nationalister i Sulaymaniyya och dagarna efter detta detta inledde regeringstrupperna en ny offensiv mot kurdiska rebeller. I oktober samma år uttryckte Egyptens president Nasser sitt stöd för den irakiska regeringen.
Den 15 juni 1966 vann de kurdiska styrkorna en avgörande seger över regeringstrupperna i slaget vid Hendrenbergen. Därefter träffades en överenskommelse om vapenstillestånd. Då hade uppskattningsvis 10 000 personer dött och 80 000 blivit flyktingar under kriget.

## Amnesti och nya strider 1966–1970
Vapenstilleståndet hölls inledningsvis av båda sidor. I juli 1968 skedde en ny kupp som tog Baathpartisten Ahmad Hasan al-Bakr till makten, och i augusti samma år utfärdades amnesti för KDP-rebellerna. I oktober 1968 återupptogs dock striderna. Sovjetunionen vädjade om förhandlingar och i november begärde Barzani att FN skulle ingripa som medlare. Kriget fortsatte fram till maj 1969, då regeringen erbjöd självbestämmande för kurderna. Förhandlingar om detta inleddes i september 1969.
Det uppskattas att 60 000 människor, varav 5 000 regeringssoldater, dödades under kriget, och att 300 000 tvingades fly från sina hem.

## Avtal om autonomi

Mustafa Barzani och Saddam Hussein möts dagen innan fredsavtalet ska undertecknas 11 mars 1970.

Den 11 mars 1970 undertecknades ett fredsavtal för irakiska Kurdistan av Mustafa Barzani och Iraks näst mäktigaste man Saddam Hussein. Avtalets 15 punkter erkänner kurdiska som officiellt språk och ger självstyre inom Irak till de provinser som hade kurdisk majoritet. Status för den oljerika provinsen Kirkuk förblev oklar i avvaktan på en folkräkning som skulle fastställa majoritetsförhållandena. Folkräkningen genomfördes aldrig, och regeringen ändrade provinsgränserna för att säkerställa att Kirkuk inte skulle ha kurdisk majoritet och därmed inte omfattas av avtalet.
Även i övrigt genomfördes avtalet från den 11 mars inte i praktiken; den irakiska regimen deporterade tiotusentals feyli-kurder till Iran och i april 1974 började ett nytt irakisk-kurdiskt krig.